# Drama (pedagogika)
Drama (z gr. drao - działam, usiłuję) – metoda pomocnicza w nauczaniu różnych przedmiotów szkolnych lub samoistna metoda w kształtowaniu osobowości człowieka poprzez rozwijanie wyobraźni i wrażliwości.
Jest metodą uczenia aktywnej twórczości oraz doskonalenia umiejętności współpracy z innymi ludźmi oraz wielu innych umiejętności interpersonalnych, społecznych i obywatelskich. Drama może być również stosowana w profilaktyce, jak np. w projekcie "SUBST. Reorientacja". Kiedy osiąga zamierzone cele społeczne mówimy o tzw. dramie stosowanej (ang. applied drama).
Wykorzystywanie dramy, w odróżnieniu od psychodramy i dramaterapii, nie ma celu terapeutycznego. Role i sytuacje umieszczone są w szerszym kontekście społecznym, nie odnoszą się wprost do problemów konkretnej osoby uczestniczącej w zajęciach. Zadaniem prowadzącego dramę jest zainicjowanie takiej sytuacji fikcyjnej, która pozwoli uczestnikom wchodzić w różne role. Dramę promuje w Polsce m.in. Stowarzyszenie Praktyków Dramy STOP-KLATKA.

## Istota dramy
Drama wykorzystuje spontaniczną, właściwą naturze człowieka, ekspresję aktorską oraz skłonność do naśladownictwa i zabawy. Może być zarówno metodą samodzielną, wychowawczą, służącą rozwijaniu osobowości dzieci i młodzieży, jak i pomocniczą, dydaktyczną, wykorzystywaną w szkole na lekcjach języków obcych, historii, geografii i literatury, a także na zajęciach artystycznych, takich jak plastyka i muzyka, czy nawet w przedmiotach przyrodniczo-matematycznych. Uczestnicy dramy nie muszą mieć zdolności aktorskich, ale powinni głęboko się zaangażować i uwierzyć w fikcyjną sytuację, muszą wczuć się w postać, być, działać, a nie "grać". Wejście w rolę związane jest z trzema poziomami znaczeniowymi faktów:
- osobistym (odwoływanie się do doświadczeń uczestników);
- wynikającym z fikcyjnego zdarzenia, z kontekstu sytuacyjnego;
- symbolicznym, uniwersalnym[2].

## Rodowód dramy
Drama koresponduje z ideą "Nowego Wychowania" (John Dewey), a także z Nowoczesną Szkołą Francuską Technik Freineta. Istotą "Nowego wychowania" było uzależnianie zasad, treści i metod kształcenia od właściwości psychicznych dziecka, od jego potrzeby działania, zabawy i ekspresji twórczej.
Drama jako metoda nauczania wiele zawdzięcza Calldwellowi Cookowi, który przed pierwszą wojną światową w Pers School w Cambridge wprowadził "gry sceniczne". W tym samym czasie w Stanach Zjednoczonych dramę zaczęli stosować John Merill (w nauczaniu języków obcych) i William Wirt (kształcenie wypowiedzi słownych poprzez akcję dramatyczną). We Francji, w latach trzydziestych, gry dramatyczne wprowadził Leon Chancerel. W Anglii pierwsze eksperymenty "dramatyczne" pojawiły się w latach dwudziestych i trzydziestych naszego stulecia. W latach czterdziestych do szkół wprowadził dramę Peter Slade. Uważał ją za swoistą formę artystyczną i domagał się, żeby stała się odrębnym przedmiotem, na takich samych prawach jak literatura, historia, muzyka czy plastyka. Kontynuatorem jego poczynań był Brian Way, który oparł swoją koncepcję na wykorzystywaniu pięciu zmysłów człowieka: wzroku, słuchu, węchu, smaku i dotyku. We Włoszech bezpośrednio do procesu dydaktycznego włączył dramę Claudio Desinan. W Kanadzie ciekawą propozycję edukacji przez dramę przedstawił Richarde Courtney, a mianowicie trzyetapowego nauczania:
1. praca z dziećmi od 5 do 10 lat (poprzez gry dramatyczne inspirowane przez nauczyciela),
2. działania dzieci starszych do 18 lat (gra dramatyczna może być łączona z formami teatralnymi),
3. powyżej 18 lat (dominują spektakle teatralne bazujące na grach dramatycznych)[2].

Obecnie w szkolnictwie angielskim, a także w Stanach Zjednoczonych i Kanadzie, dramę stosuje się w dwojaki sposób:
- jako metodę uzupełniającą, dydaktyczną (na lekcjach różnego rodzaju, np. literatury, języków obcych, historii, geografii, a także matematyki, ekonomii itp.),
- jako przedmiot artystyczno-wychowawczy, często fakultatywny, na równi z zajęciami plastycznymi i muzycznymi.

Ten przedmiot w różnych krajach ma trochę odmienne nazwy: "gry dramatyczne", "drama", "teatr". Za krajami anglosaskimi, szczególnie Anglią, w Polsce przyjęła się nazwa "drama".

## Drama a teatr
Drama jest metodą dydaktyczno-wychowawczą nastawioną świadomie na proces nauczania. Z tym łączy się spontaniczność, naturalność zachowań uczniów-uczestników w rolach oraz improwizacyjność formy. Z kolei teatr jest sztuką, zamkniętym dziełem artystycznym, produktem wykonanym zespołowo przez artystów teatru w celu dostarczenia widzom przeżyć estetycznych.
Najważniejsze różnice pomiędzy dramą a teatrem:
- w dramie nie ma podziału na aktorów i widzów;
- w dramie najważniejszy jest pełny, całościowy rozwój indywidualności człowieka uczestniczącego w fikcyjnym zdarzeniu, w spektaklu aktor spełnia funkcję medium, wyzwala uczucia widzów i prowadzi ich do katharsis;
- w dramie uczestnicy zachowują się naturalnie i logicznie, koncentrując się i angażując w pełni na określonej sytuacji; w przedstawieniu uwaga aktora jest podzielona między uczucia postaci, którą odgrywa;
- w dramie uczestnicy improwizują, to znaczy pracują bez scenariusza; w spektaklu aktorzy recytują tekst z pamięci, a także działają zgodnie z opracowanym scenariuszem[2].

## Przebieg dramy
1. Wprowadzenie przez nauczyciela (opowiadanie, zdarzenie, sytuacja wyjściowa, inicjująca fikcję dramatyczną)
2. Przygotowanie się uczestników do wejścia w role w formie różnych technik
3. Odegranie ról przez uczestników
4. Omówienie pracy uczniów[2].